# 4164 Шилов
4164 Шилов (4164 Shilov) — астероїд головного поясу, відкритий 16 жовтня 1969 року.
Тіссеранів параметр щодо Юпітера — 3,346.